# Виктория (футбольный клуб, Бухарест)
«Виктория» — прекративший существование румынский футбольный клуб из Бухареста, основанный в 1970 году. Клуб контролировался МВД Румынии. В конце 1980-х годов «Виктория» была третьей по силе командой Дивизии A, выступала в Кубке УЕФА.

## История
Первого серьёзного успеха команда добилась в сезоне 1981/82: дебютируя в Дивизии C, «Виктория», выиграв 21 матч из 30, вышла в Дивизию B. Наиболее удачным периодом в истории команды стал конец 1980-х. В сезоне 1985/86 «Виктория» заняла 12-е место в Дивизии A, а в следующих трёх сезонах клуб регулярно занимал 3-е место. Костяк команды в те годы составляли опытные футболисты, в основном бывшие игроки «Стяуа» и «Динамо», а тренером несколько сезонов работал известный румынский специалист Думитру Николаэ-Никушор.
«Виктория» принимала участие в трёх розыгрышах Кубка УЕФА, самым успешным стал сезон 1988/89. Последовательно обыграв мальтийский «Слима Уондерерс», советское «Динамо» (Минск) и финский ТПС, в четвертьфинале команда уступила дрезденскому «Динамо».
После свержения социалистического режима «Виктория» была расформирована, в оставшихся матчах сезона 1989/90 (кроме игры с другой расформированной командой, «Олтом» (Скорничешти), результат которой не регламентирован) команде были засчитаны технические поражения. В настоящее время считается, что высокие результаты клуба достигались за счёт взяток и договорных матчей.

## Достижения
- Бронзовый призёр чемпионата Румынии (3): 1986/87, 1987/88, 1988/89

## Результаты выступлений в еврокубках
| Сезон   | Турнир     | Раунд | Страна    | Клуб               | Дома | В гостях |
| ------- | ---------- | ----- | --------- | ------------------ | ---- | -------- |
| 1987/88 | Кубок УЕФА | 1К    | Кипр      | ЭПА                | 3:0  | 1:0      |
|         |            | 2К    | СССР      | «Динамо» (Тбилиси) | 1:2  | 0:0      |
| 1988/89 | Кубок УЕФА | 1К    | Мальта    | «Слима Уондерерс»  | 6:1  | 2:0      |
|         |            | 2К    | СССР      | «Динамо» (Минск)   | 1:0  | 1:2      |
|         |            | 3К    | Финляндия | ТПС                | 1:0  | 2:3      |
|         |            | 1/4   | ГДР       | «Динамо» (Дрезден) | 1:1  | 0:4      |
| 1989/90 | Кубок УЕФА | 1К    | Испания   | «Валенсия»         | 1:1  | 1:3      |

- 1К — 1-й круг
- 2К — 2-й круг
- 3К — 3-й круг
- 1/4 — четвертьфинал